# Илан Мастаи
Илан Мастаи (на английски: Elan Mastai) е канадски сценарист, филмов продуцент и писател на произведения в жанра научна фантастика.

## Биография и творчество
Илан Мастаи е роден през 1974 г. във Ванкувър, Британска Колумбия, Канада, в еврейско семейство. Майка му е канадка, а баща му е израелски имигрант. Следва кинематография в Кралския университет в Кингстън и в университета „Конкордия“ в Монреал.
След дипломирането си работи близо две десетилетия като сценарист и филмов продуцент, като пише както за Холивуд (Фокс, Сони, Уорнър Брос и Парамаунт Пикчърс), така и за независими продуцентски компании. Един от най-известните му сценарии е за филма „Само приятели“ (известен също и като What If) от 2013 г., комедия с участието на Даниел Радклиф, Зоуи Казан и Адам Драйвър. За сценария печели наградата на Канадската академия и наградата на Гилдията на писателите на Канада. През 2021 г. е номиниран за наградата „Еми“ за работата му хитовия телевизионен сериал „Това сме ние“, на който е сценарист и съизпълнителен продуцент.
Първият му роман „Всички наши грешни дни“ е издаден през 2017 г. Главният герой, Том Берън, след съдбоносна авария е захвърлен от високотехнологичното бъдеще в нашата 2016 г., чиято нормална реалност му изглежда като дистопична пустош. Пред него е въпросът дали да остане или да поправи потока на историята за връщане, и той преминава през държави, континенти и времеви линии, за да открие отговора. Романът става бестселър, получава различни награди и е преведен на над 20 езика по света. Работи се по адаптирането му в телевизионен сериал.
Илан Мастаи живее със семейството си в Торонто.

## Произведения

### Самостоятелни романи
- All Our Wrong Todays (2017)[1][2]
Всички наши грешни дни, изд.: ИК „Бард“, София (2017), прев. Валерий Русинов

### Разкази
- Puck (2018)

### Екранизации
- 2001 MVP 2: Most Vertical Primate – сценарий
- 2005 Сам в мрака, Alone in the Dark – сценарий
- 2012 Самарянинът, The Samaritan – сценарий и продуцент
- 2013 Само приятели, The F Word – сценарий, изпълнителен продуцент
- 2020 – 2022 Това сме ние, This Is UsThis Is Us – тв сериал, 52 епизода, продуцент
- ?? All Our Wrong Todays – тв сериал